# Hesbania (Leuven)
Vader Hesbania is een mannelijke studentenclub aan de Katholieke Universiteit Leuven, gesticht in 1899. Vader Hesbania is een van de zes actieve Limburgse studentenclubs onder de overkoepelende Limburgse Gilde, die op zijn beurt deel uitmaakt van het Seniorenkonvent Leuven.

## Geschiedenis
Vader Hesbania werd opgericht in 1899 door Bonaventure Romsée, Jean Van Rey en Antoon Wygaerts. Aanvankelijk groepeerde Hesbania de studenten uit Tongeren maar met het verdwijnen van Cicindria na de Eerste Wereldoorlog werd het wingebied uitgebreid tot de hele Limburgse Haspengouw (de omstreken van Tongeren tot Sint-Truiden).
In het begin van de 20e eeuw waren er regelmatig conflicten tussen Vlaamse en Waalse studenten binnen de Société Générale des Etudiants. Bijvoorbeeld in februari 1906 en december 1907, toen de Waalse voorzitter van de Algemene Studentenvereniging tijdens een officieel bezoek van kardinaal Mercier zijn toespraak uitsluitend in het Frans hield. Enkele maanden later, in februari 1908, vond er weer een incident plaats. De nieuwe Vlaamse studentenpetten, die een jaar eerder waren geïntroduceerd, zorgden nog steeds voor spanningen bij de Walen, die het moeilijk konden accepteren dat de Vlamingen geen calotte meer droegen. Tijdens de Lichtstoet ter gelegenheid van de lustrumviering van Ons Leven ontstond er een hevige discussie omdat Hesbania een wagen had gemaakt met daarop een aap afgebeeld met een calotte op zijn hoofd. De Franstalige studentenbladen Le Solfatare en Avant Garde reageerden fel en beschuldigden de Vlamingen van het zoeken van ruzie en het beledigen van de Kerk door de calotte belachelijk te maken. Het incident leidde tot een onherstelbare scheiding tussen Vlamingen en Walen, waarna het Vlaams Verbond en de Fédération Wallonne volledig autonoom gingen opereren.
Sinds zijn ontstaan is de club nooit uitgestorven geweest en in het eerste decennium van de 21e eeuw was zij de enige actieve club binnen de Limburgse Gilde. De club staat in de volksmond bekend als "Den Hengst" en heeft, in tegenstelling tot de meeste andere Limburgse clubs, nooit vrouwelijke leden opgenomen.

## Beschrijving
Vader Hesbania is een studentenclub die leden verenigt uit de regio van Haspengouw in Limburg. De club beoefent de traditionele activiteiten die geassocieerd worden met Leuvense studentenclubs in het Seniorenkonvent. Hieronder valt het organiseren van cantussen, het initiëren van nieuwe leden in een studentendoop en ontgroening, het organiseren van een jaarlijks bal en het dragen van vlaggen, linten en petten met de clubsymbolen tijdens activiteiten.
De lijfspreuk van de club luidt: "Den Hengst Leeft!". Hun kleuren zijn rood-wit-groen met rood als hoofdkleur. De rode kleur staat voor het groot graafschap Loon, de witte en de groene kleur staan voor Limburg. De linkerhelft van het schild toont een afbeelding van het hoofd van Ambiorix terwijl de rechterhelft ingevuld wordt met de clubkleuren en de zirkel.